# 青森市立新城小学校
青森市立新城小学校（あおもりしりつ しんじょうしょうがっこう）は、青森県青森市新城にある公立小学校。略称「新小（しんしょう）」。

## 概要
1963年または1964年に、現在のJR新青森駅の近くにあった石江小学校と統合したが、ベビーブーム世代の入学及び近隣（主に新城地区）における宅地開発の急速な進展によりマンモス校化し、1985年に学区を分けるために新城中央小学校が分離創設されたという経緯がある。また、青森西高等学校（1963年～）と隣接している。
分離前には1学年7クラス、全校生徒は1600名以上まで膨れあがり、統合時の校舎（3階建×2棟が正面階段から見てコの字型に配置）では不足となり、校舎南側にプレハブ造平屋建の建物2棟（8クラス分）を建設し、教室や生徒会室に当てられた。プレハブ校舎を使用していた学年は、その年度によって異なる。
更に理科室及び音楽室がそれぞれ元々設けられていた1室のみでは対応が出来なくなり、元々の図書室や通常教室をつぶして第二理科室及び第二音楽室を設け、2階の2棟を結ぶ廊下に図書室スペースを設ける状態となっていた。その後、理科室も音楽室も各1部屋ずつとなった。体育館での全校集会は1カ月に1度の状態。
新城小学校は、2校が統合したという経緯から二宮金次郎像が2体あったが、新城中央小学校に1体を譲渡したため、現在は1体のみになっている。
正面の階段が老朽化し、通行禁止になっていたこともある。校地南東側に信号や踏切警報機が実際に作動するミニ交通公園があった。
校風は、個性的な児童が多く教師と児童が和気藹々としている近隣の新城中央小学校とは逆で、協調性があり教師と児童の関係にメリハリがついている。

## 課外活動
修学旅行について、青函連絡船廃止前までは青函連絡船で函館に行っていたものが、連絡船廃止前後に当たった昭和63年の修学旅行では北東北バスツアーのような形になった。

## 沿革
- 1877年（明治10年）2月10日 - 金峰神社東側の民家を仮校舎とし、新城小学創立。
- 1880年（明治13年）4月 - 仮校舎前2階建の校舎新築。
- 1887年（明治20年）
  - 4月 - 新城簡易小学校と改称。
  - 8月 - 新城尋常小学校と改称。
- 1892年（明治25年）7月7日 - 新城字平岡に校舎新築移転。同日、高等科を併置し、新城尋常高等小学校と改称。
- 1922年（大正11年） - 新城農業補習学校併設。
- 1925年（大正14年）3月31日 - 新城簡易図書館併置。
- 1927年（昭和2年）
  - 日付不明 - 旧校章制定。
  - 12月20日 - 創立50周年記念式典挙行。
- 1932年（昭和7年） - 新城青年学校（昼間部）設置。
- 1933年（昭和8年） - 新屋内体操場竣工。
- 1934年（昭和9年） - 新城青年学校を新城公民学校と改称。
- 1935年（昭和10年）7月1日 - 新城公民学校を公立新城青年学校と改称。
- 1941年（昭和16年）4月1日 - 国民学校令により、新城国民学校と改称。
- 1947年（昭和22年）4月1日 - 学校教育法（旧法）施行により、新城村立新城小学校と改称。同日、高等科を廃止し、新城中学校として発足。高等科生は、新城中学校に移籍。
- 1955年（昭和30年）3月1日 - 新城村が青森市に合併された為、青森市立新城小学校と改称。
- 1965年（昭和40年）4月1日 - 石江小学校を統合。旧石江小学校は、新城小学校第二校舎となる。
- 1966年（昭和41年）
  - 1月1日 - 統合新校舎第一期工事竣工。
  - 4月 - 校章を制定。
  - 11月3日 - 新校舎へ移転。
- 1967年（昭和42年）
  - 2月28日 - 校旗樹立。校歌制定。校歌発表会開催。
  - 4月1日 - 岡町地区が、油川小学校の学区へ編入。
- 1968年（昭和43年）1月 - 第二期増築工事竣工。統合校舎落成。
- 1969年（昭和44年）12月25日 - 体育館竣工。修祓式。
- 1971年（昭和46年）
  - 4月 - 学校給食開始。
  - 5月 - 留守家庭児童会（なかよし学級）発足。
- 1972年（昭和47年）7月24日 - プール完成。
- 1975年（昭和50年）
  - 2月8日 - 統合十周年記念式典挙行。交通公園、記念碑除幕、体育用遊具を設置。
  - 3月20日 - A棟3階増築工事竣工。
- 1977年（昭和52年）4月1日 - プレハブ校舎3教室増築（33学級）。
- 1980年（昭和55年）4月1日 - プレハブ校舎3教室増築（39学級）。
- 1981年（昭和56年）10月26日 - プール横に土俵完成。
- 1982年（昭和57年）3月29日 - プレハブ校舎2教室増築（41学級）。
- 1984年（昭和59年）
  - 10月27日 - 統合20周年記念式典挙行。
  - 12月 - 門柱除幕式。
- 1985年（昭和60年）4月1日 - 新城中央小学校開校により、従前1学年7クラスあったものが3クラスとなる。その後年度中にプレハブ校舎が解体された。
- 1989年（平成元年）11月 - 統合25周年記念式典挙行。
- 1991年（平成3年）9月 - 28日に襲来した台風19号により、休校となる。
- 1992年（平成4年）9月 - 週5日制導入。
- 1994年（平成6年）11月5日 - 統合30周年記念式典挙行。
- 2007年（平成19年）11月 - 新校舎建設工事竣工。
- 2008年（平成20年）3月 - 新体育館竣工。
- 2010年（平成22年）
  - 5月 - 校庭整備完了。
  - 11月 - 新校舎落成記念式典挙行。
- 2014年（平成26年）11月29日 - 統合50周年記念式典挙行。

### 参考リンク・資料
- 学校沿革（新城小学校ホームページ内）
- 『新青森市史 別編教育（別巻） 年表・学校沿革』（青森市・2000年3月発行）「学校沿革 （一）小学校」193頁～194頁「新城小学校」
- 『青森県教育史 別巻』（青森県教育委員会・1973年12月20日発行）「学校沿革 小学校」703頁「新城小学校」

## 施設
正面（南側）と裏（北側）にかなり高低差がある（校地は裏側のレベルに合わせている）ため、正面には階段がある。東側は青森西高等学校の校庭と盛土を隔てて隣接している。
目の前に新青森駅があり、校舎からは駅西口を望むことが出来る。
近隣の新城中学校と同じく校舎の老朽化により校舎を改築し、2007年11月に完成。
校舎は白色で、廊下の床がカーペットであるなど、児童の安全を重視した校舎となっている。

## 学区
石江（1丁目～5丁目、字平山、字高間、字岡部の一部、字三好の一部、字江渡の一部）、新城字平岡の一部、新田字忍、三好（1丁目の一部、2丁目）

## 周辺
- 青森県立青森西高等学校
- 青森西高校総合球技場 - JR奥羽本線線路を跨いだ場所にある。
- 石江西公園
- JR奥羽本線

## アクセス
- JR東日本奥羽本線・JR北海道北海道新幹線新青森駅から、徒歩約660m・約10分（最短ルートを移動した場合）。
- 青森市営バス・青森市市バス・弘南バス「三内霊園前」バス停下車後、徒歩約710m・約11分。